# Roberto Bussinello
Roberto Bussinello, né le 4 octobre 1927 à Pistoia et mort le 24 août 1999 à Vicence, est un pilote automobile italien.
Il a disputé quatre Grands Prix comptant pour le championnat du monde de Formule 1 et sept courses hors-championnat du monde en 1961, 1962 et 1965.

## Biographie
Roberto Bussinello commence sa carrière en Formule 1 lors du Grand Prix automobile d'Italie 1961 au volant d'une De Tomaso F1 (de) de l'écurie Isobele De Tomaso. Il se qualifie vingt-quatrième devant Gerry Ashmore et derrière Henry Taylor. Il ne termine pas la course à cause de problèmes moteurs.
La même année, il s'engage sur cinq courses hors-championnat sur sa De Tomaso. Forfait au Grand Prix de Syracuse, il se classe cinquième du Grand Prix de Naples, devant Bernard Collomb et derrière Ian Burgess. Il abandonne au Grand Prix de Solitude et au Grand Prix de Modène puis termine quatrième de la Coupe d'Italie sur le circuit de Vallelunga, devant Roberto Lippi et derrière Nino Vaccarella.
En 1962, il ne s'engage qu'au Grand Prix de Monaco mais ne prend finalement pas part à l'épreuve.
En 1965 il engage une BRM P57 aux Grand Prix d'Allemagne (non-qualification) et au Grand Prix d'Italie. En Italie, il se qualifie vingt-et-unième devant Giorgio Bassi et derrière Geki. Il termine treizième malgré une pression d'huile défectueuse, devant Richie Ginther et derrière Nino Vaccarella.
Hors-championnat, il déclare forfait au Grand Prix automobile de Syracuse puis, au BRDC International Trophy, au volant de sa P57, termine treizième devant Bob Anderson et derrière Ian Raby.

## Résultats en championnat du monde de Formule 1
| Saison | Écurie              | Châssis           | Moteur                | Pneus  | GP disputés | Podiums | Points inscrits | Classement |
| ------ | ------------------- | ----------------- | --------------------- | ------ | ----------- | ------- | --------------- | ---------- |
| 1961   | Isobele De Tomaso   | De Tomaso F1 (de) | Conrero 4 en ligne    | Dunlop | 1           | 0       | 0               | Nc.        |
| 1962   | Scuderia De Tomaso  | De Tomaso F1 (de) | Alfa Romeo 4 en ligne | Dunlop | 1           | 0       | 0               | Nc.        |
| 1965   | Scuderia Centro Sud | BRM P57           | BRM                   | Dunlop | 2           | 0       | 0               | Nc.        |

## Résultats aux 24 heures du Mans
| Année | Châssis                 | Écurie                  | Coéquipier    | Résultat |
| ----- | ----------------------- | ----------------------- | ------------- | -------- |
| 1964  | Alfa Romeo Giulia TZ    | Scuderia Saint Ambroeus | Bruno Deserti | 13e      |
| 1965  | Alfa Romeo Giulia TZ II | Autodelta SpA           | Jean Rolland  | Abandon  |